# Johann Jakob Schlösser

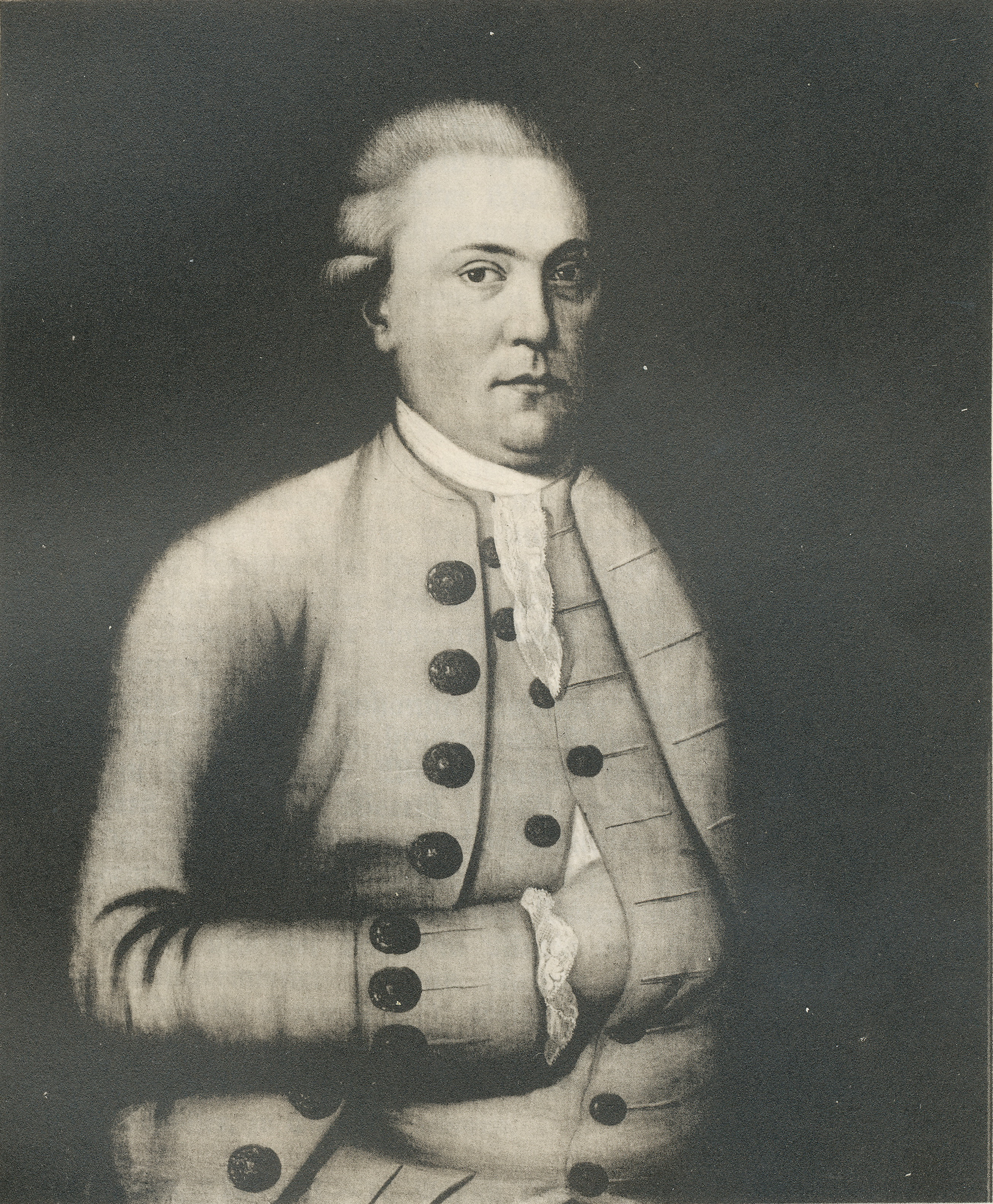
Johann Jakob Schlösser

Johann Jakob Schlösser (* 1742 in Elberfeld (heute Stadtteil von Wuppertal); † 13. August 1788 ebenda) war Bürgermeister in Elberfeld.
Schlösser wurde als Sohn des Kaufmanns Jakob Schlösser (1701–1770), der mehrfach zum Bürgermeister vorgeschlagen, aber nie gewählt wurde und dessen Frau Maria Gertrud Jörgens (1705–1746) geboren und am 30. März 1742 in Elberfeld getauft. Er selbst heiratete am 30. Oktober 1766 Anna Maria von Carnap (1739–1768), der Tochter des Bürgermeisters von 1751, Kaspar von Carnap, mit der er zwei Kinder hatte. Nachdem seine Frau vier Tage nach der Geburt des zweiten Kindes gestorben war, heiratete Schlösser am 29. September 1769 ein zweites Mal, dieses Mal die Witwe seines Cousins, Charlotta Schlösser (1708–1782), der Tochter des Bürgermeisters von 1768, also seinem Onkel Isaak Schlösser, mit der er nochmal zwei Kinder hatte.
Schlösser war wie sein Vater Kaufmann in Elberfeld. Er wurde 1773 das erste und einzige Mal zum Bürgermeister vorgeschlagen und auch in dieses Amt gewählt. Ein Jahr später war er damit Stadtrichter und 1774 war er für ein Jahr im Rat der Stadt Elberfeld.